# Amphétamine (classe)
Pour les articles homonymes, voir Amphétamine (homonymie).
Ne doit pas être confondu avec Amphétamine.
 (janvier 2013).
Si vous disposez d'ouvrages ou d'articles de référence ou si vous connaissez des sites web de qualité traitant du thème abordé ici, merci de compléter l'article en donnant les références utiles à sa vérifiabilité et en les liant à la section « Notes et références ».

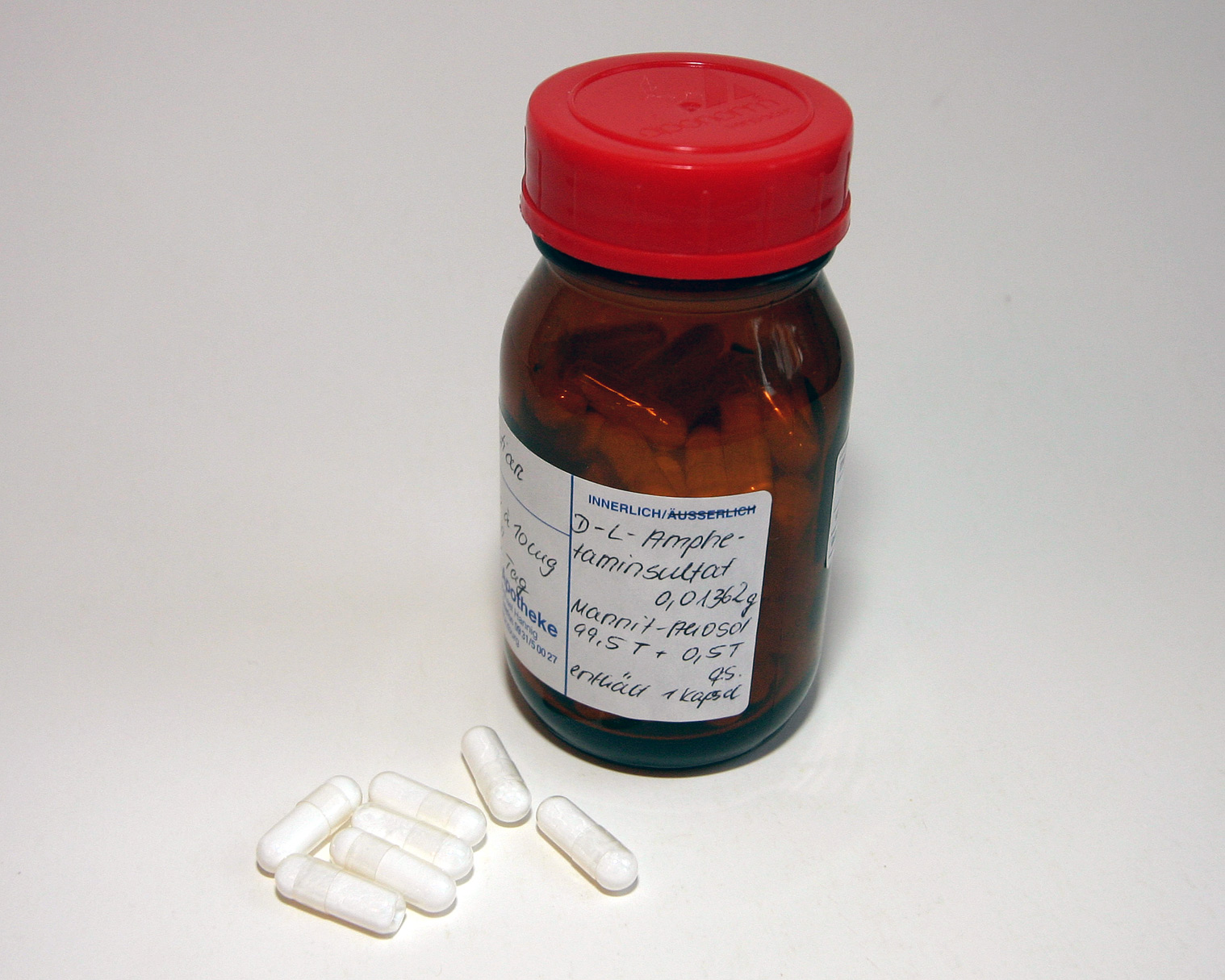
Flacon de gélules d'amphétamine D-L sous la forme de sulfate d'amphétamine 10 mg.

La classe des amphétamines comporte les substances psychotropes dérivées de la structure de l'amphétamine.
Elles peuvent exercer des effets anorexigènes, psychédéliques, stimulants, ou encore plusieurs de ces effets à la fois.

## Histoire

### Découverte
La première synthèse d'amphétamines fut réalisée en 1887 à l'université de Berlin par le chimiste roumain Lazăr Edeleanu, celui-ci leur donna le nom de phénylisopropylamine mais cette découverte tomba dans l'oubli.
Les recherches reprirent de nombreuses années plus tard, elles furent redécouvertes en raison de l'impossibilité d'administrer de l'adrénaline (extraite de la glande médullosurrénale) par voie orale. On chercha alors une substance ayant les mêmes propriétés bronchodilatatrices. Un chercheur de la firme pharmaceutique Lilly découvrit en 1920 qu'un extrait d'Ephedra vulgaris avait cet effet. Le principe actif fut isolé, et nommé éphédrine, de structure moléculaire proche de l'adrénaline, mais non dégradée par la digestion. Cependant, la plante étant rare, l'extraction de l'éphédrine était coûteuse.
En 1927, Gordon Alles de l'université de Los Angeles réussit la synthèse chimique d'un produit proche, qu'il appela amphétamine. Outre l'action bronchodilatatrice, il avait des effets psychostimulants, euphorisants et anorexigènes.

### Utilisations non thérapeutiques
Elle fut rapidement diffusée sous forme d'inhalateurs, et utilisée à différentes fins, notamment par les étudiants qui appréciaient de pouvoir se passer de sommeil en période d'examens.
Durant la Seconde Guerre mondiale, l'armée allemande a distribué de la pervitine (dérivé de méthédrine produit par la firme Temmler Werke GmbH) à très grande échelle et à tous les niveaux des unités combattantes jusque dans les ministères. Cette drogue de guerre aurait participé grandement à l'efficacité du blitzkrieg. La méthédrine permit aux troupes allemandes de ne prendre aucun repos pendant les onze jours de la campagne des Balkans, en mai 1941. On considère que la benzédrine (à l'époque, forme non commerciale de l'amphétamine proprement dite) joua un rôle important dans la bataille d'Angleterre, en permettant aux aviateurs anglais de compenser leur infériorité numérique. Enfin, les usines d'armement japonaises en distribuaient à leurs ouvriers. Les stocks constitués furent écoulés après la guerre, ouvrant un marché aux capacités de production des usines pharmaceutiques et provoquant l'accoutumance de 5 % des jeunes Japonais dans les années 1950.
Ce genre de substance est toujours employée de nos jours, notamment par l'armée des États-Unis d'Amérique.
L’Europe et les États-Unis autorisèrent également la diffusion des dérivés de ce produit (amphétamine proprement dite, méthédrine et le fameux Maxiton utilisé par les cyclistes,). Les États-Unis en produisaient 1 000 tonnes par an pour le marché intérieur, et en 1972, environ 12 % des ordonnances comportaient une des cent spécialités contenant un dérivé d'amphétamines. De nombreux intellectuels français revendiquèrent publiquement leur usage, comme Jean-Paul Sartre, Françoise Sagan ou François Nourissier.
La mort de Tom Simpson lors du Tour de France 1967, et la toxicomanie engendrée entraînèrent un contrôle plus sévère en Europe et aux États-Unis dans les années 1970 et elles furent répertoriées par la convention sur les substances psychotropes de 1971. Les amphétamines furent très utilisées lors des critériums de cyclisme dans les années 1980.
Par nature, le dopage n'étant pas une pratique qui s'expose au grand jour, il est fort probable que les amphétamines soient toujours utilisées dans ce but, que ce soit dans le milieu du cyclisme ou d'autres sports.
Généralement, elles sont ingérées, mais aussi injectées par voie intraveineuse, sniffées ou fumées (parfois mélangées à un autre produit, voire à un stupéfiant).
De nombreuses célébrités ont confessé avoir utilisé cette substance à des fins non thérapeutiques comme Charlie Parker, Judy Garland, Elvis Presley, Britney Spears, Philip Seymour Hoffman ou Bernard-Henri Lévy.

## Effets
En modifiant et en substituant la molécule d'amphétamine, on peut augmenter ou diminuer les effets hallucinogènes, stimulants ou anorexigènes. Ainsi, la fenfluramine n'a que des effets bronchodilatateurs, et le STP est un hallucinogène extrêmement puissant. L'ecstasy est un dérivé stimulant et hallucinogène de l'amphétamine.

### Effets recherchés
Les effets des amphétamines, leur durée et leur intensité varient selon le mode de consommation (ingestion, sniff, inhalation de la fumée,  injection IV ou IM, etc.), le consommateur, le contexte de la consommation, la hauteur et la fréquence des doses consommées…

#### Effets mentaux à court terme
- Diminution de l’appétit
- Débit rapide d’idées et de paroles
- Augmentation de la libido (désir sexuel)
- Plus d'énergie, moins de fatigue
- Augmentation de l’éveil et de la vigilance
- Grande confiance en soi
- Amélioration de l'humeur
- Agitation et anxiété à dose élevée[7]

#### Effets physique à court terme
- Maux de ventre
- Pupilles dilatées
- Contractions musculaires
- Accélération de la respiration
- Tachycardie, arythmie
- Hyperthermie
- Augmentation de la tension artérielle, entraînant étourdissements et céphalées[7]

#### Amphétamines stimulantes
- Diminution de la fatigue et de l'envie de dormir
- Euphorie, confiance en soi
- Impression de capacités intellectuelles accrues : jugement plus sûr, mémoire meilleure, compréhension plus rapide
- Augmentation de l'empathie

#### Amphétamines psychédéliques
- hallucinations, visions, perceptions sensorielles exacerbées
- Euphorie
- Empathie
- Dissolution de l'ego, expérience mystique

#### Amphétamines anorexigènes
- Diminution de la faim, conduisant à moyen/long terme à une perte de poids

### Effets non recherchés
Ces effets durent quelques heures, avec plus ou moins de force. Ensuite, certains effets inverses peuvent se produire : besoin de sommeil, nervosité, fatigue, mauvaise coordination des gestes. Il faut aussi noter que parfois l'euphorie peut être suivie par une certaine forme de découragement, la sensation que tout effort de réflexion est démesuré, la lassitude face à toute activité. De vives douleurs apparaissent parfois dans le nez si l'amphétamine a été consommée par voie nasale[réf. souhaitée].
Une nouvelle prise d'amphétamines peu après la précédente fait augmenter le seuil de tolérance du consommateur ce qui, à long terme, peut entraîner une addiction.

### Effets secondaires dangereux
Les effets bénéfiques peuvent être contrebalancés par des effets secondaires qui se font sentir plus ou moins longtemps : 
- maux de tête ;
- tremblements ;
- céphalées (migraines) ;
- insomnie ;
- difficultés de concentration ;
- dépendance physique et psychique ;
- troubles digestifs ;
- crampes ;
- hypertension artérielle ;
- palpitations cardiaques ;
- tachycardie ;
- hypertension artérielle pulmonaire ;
- valvulopathies ;
- effet dépressionnaire ;
- hyperthermie ;
- éruptions cutanées (usage abusif et à long terme) ;
- effets pulmonaires graves[9] : angioedème, pneumopathie organisée, SDRA, emphysème pulmonaire…

D'autres effets moins graves a priori peuvent se faire sentir, comme l'augmentation de la température, qui aurait contribué à la mort du coureur cycliste Tom Simpson, par un jour de forte chaleur et en plein effort.
Certaines personnes qui en consomment régulièrement sont hyperactives, irritables, agressives, nerveuses, et insomniaques.
Certaines personnes qui ne consomment qu'occasionnellement des amphétamines manifestent un certain degré de nervosité pouvant aller jusqu'à une grande agitation ; elles ont des mimiques crispées du visage, marquées ou non appuyées pouvant aller jusqu'à des manifestations physique de types TOC, présentent une mydriase et peuvent, si elles y sont prédisposées, avoir une décompensation psychiatrique grave ce qui accentuera d'autant la crise dépressionnaire terminale de dissipation de l'effet recherché.
Les risques d'addiction ne sont pas négligeables psychiquement.

## Différentes amphétamines
Parmi les amphétamines :

### Amphétamines stimulantes
Elles sont consommées dans un but festif (rave-parties par exemple), pour être performant au travail, ou encore comme moyen de dopage. La plupart sont classées comme stupéfiant :
- amphétamine (speed) ;
- méthamphétamine ;
- MDA ;
- MDE ;
- MBDB ;
- MDMA (ecstasy).

Certaines, n'étant pas listées comme stupéfiant, ne sont « pas illégales », sans pour autant être vraiment légales.

### Amphétamines psychédéliques
Elles sont consommées notamment par les adeptes du mouvement hippie et des cultures qui s'en rapprochent :
- DOB ;
- DOM.

Certaines sont classées comme stupéfiant, mais d'autres bénéficient d'un « vide » juridique (voir paragraphe précédent).

### Amphétamines anorexigènes
Elles étaient utilisées comme médicaments « coupe-faim », comme traitement de l'obésité et ont toutes été retirées du marché du fait de leur toxicité cardiovasculaire (valvulopathies cardiaques et hypertension artérielle pulmonaire) :
- aminorex
- benfluorex (Mediator) (retiré du marché à la suite de l'affaire Mediator) ;
- dexfenfluramine (Isoméride, Redux) ;
- fenfluramine (Pondéral).